# Perkasie
Perkasie é um distrito localizado no estado norte-americano de Pensilvânia, no Condado de Bucks.

## Demografia
Segundo o censo norte-americano de 2000, a sua população era de 8828 habitantes.
Em 2006, foi estimada uma população de 8726, um decréscimo de 102 (-1.2%).

## Geografia
De acordo com o United States Census Bureau tem uma área de
6,7 km², dos quais 6,7 km² cobertos por terra e 0,0 km² cobertos por água.

## Património
- Casa de Pearl S. Buck, escritora

## Localidades na vizinhança
O diagrama seguinte representa as localidades num raio de 8 km ao redor de Perkasie.